# Соотаґа
Со́отаґа (ест. Sootaga küla) — село в Естонії, у волості Тарту повіту Тартумаа.

## Населення
Чисельність населення на 31 грудня 2011 року становила 87 осіб.

## Географія
Через населений пункт проходить автошлях 22210 (Кирвекюла — Лягте).